# 巴特泰纳赫-察沃尔施泰因
巴特泰纳赫-察沃尔施泰因（德語：Bad Teinach-Zavelstein，發音：[baːt ˈtaɪnax ˈtsaːvl̩ˌʃtaɪn] ⓘ）是德国巴登-符腾堡州卡尔斯鲁厄行政区卡尔夫县的城市，面积25.17平方千米，2023年12月31日人口为3,241人。